# The Orville
The Orville is een Amerikaanse sciencefiction-comedy-drama serie bedacht door Seth MacFarlane. Het eerste seizoen werd uitgezonden van september tot december 2017. In november 2017 meldde Fox dat er een tweede seizoen zou komen, waarvan de eerste (dubbele) aflevering op 30 december 2018 in de VS werd uitgezonden. In mei 2019 kondigde Fox een derde seizoen aan. Het derde seizoen ging uiteindelijk pas in juni 2022 van start op de streamingdienst Hulu onder de titel The Orville: New Horizons.
De eerste twee seizoenen van de serie zijn in Nederland uitgezonden door Comedy Central en in Vlaanderen door VTM 2.

## Verhaal
The Orville gaat over de avonturen van het sterrenschip "The Orville" en de bemanning onder het commando van captain Ed Mercer. Het verhaal speelt zich af 400 jaar in de toekomst, in de 25e eeuw. De aarde maakt deel uit van de Planetary Union, een vreedzaam interplanetair samenwerkingsverband met een eigen vloot. De bemanning, zowel menselijk als buitenaards, krijgen te maken met de verrassingen en gevaren van het universum, maar ook met bekende, vaak grappige problemen van het alledaagse leven. De serie is een lichte parodie op de sciencefictionwereld, in het bijzonder op de Star Trek-reeks.

## Cast

#### Hoofdrollen
| Acteur               | Personage     | Rang                 | Functie                   | Voormalige Functie | Seizoenen |
| -------------------- | ------------- | -------------------- | ------------------------- | ------------------ | --------- |
| Seth MacFarlane      | Ed Mercer     | Captain              | Bevelhebber               |                    | 1 2 3     |
| Adrianne Palicki     | Kelly Grayson | Commander            | Eerste officier           |                    | 1 2 3     |
| Penny Johnson Jerald | Claire Finn   | Lieutenant Commander | Dokter                    |                    | 1 2 3     |
| Scott Grimes         | Gordon Malloy | Lieutenant           | Piloot                    |                    | 1 2 3     |
| Peter Macon          | Bortus        | Lieutenant Commander | Tweede officier           |                    | 1 2 3     |
| Halston Sage         | Alara Kitan   | Lieutenant           | Beveiligingsofficier      |                    | 1 2       |
| Jessica Szohr        | Talla Keyali  | Lieutenant Commander | Beveiligingsofficier      |                    | 2 3       |
| J. Lee               | John LaMarr   | Lieutenant Commander | Hoofdwerktuigkundige      | Navigator          | 1 2 3     |
| Mark Jackson         | Isaac         |                      | Wetenschappelijk officier |                    | 1 2 3     |
| Anne Winters         | Charly Burke  | Ensign               | Navigator                 |                    | 3         |

#### Bijrollen
| Acteur             | Personage       | Rang                 | Functie                        | Aflevering(en) | Seizoenen |
| ------------------ | --------------- | -------------------- | ------------------------------ | -------------- | --------- |
| Larry Joe Campbell | Steve Newton    | Lieutenant Commander | Voormalig hoofdwerktuigkundige | 8              | 1         |
| Chad Coleman       | Klyden          |                      |                                | 19             | 1 2 3     |
| Rachael MacFarlane | Computer (stem) |                      |                                | 7              | 1 2       |
| Norm Macdonald     | Yaphit (stem)   | Lieutenant           | Ingenieur                      | 21             | 1 2 3     |

#### Terugkerende gastrollen
| Acteur           | Personage     | Rang          | Functie          | Aflevering(en) | Seizoenen |
| ---------------- | ------------- | ------------- | ---------------- | -------------- | --------- |
| Victor Garber    | Thomas Halsey | Fleet Admiral | Opperbevelhebber | 12             | 1 2 3     |
| Ted Danson       | Perry         | Admiral       | Vlagofficier     | 6              | 1 2 3     |
| Ron Canada       | Tucker        | Admiral       | Vlagofficier     | 3              | 1 2       |
| Kelly Hu         | Ozawa         | Admiral       | Vlagofficier     | 8              | 1 2 3     |
| Michaela McManus | Teleya        |               |                  | 5              | 1 2 3     |
| Bruce Boxleitner | Alcuzan       |               | President        | 3              | 3         |
| Kai Wener        | Ty Finn       |               |                  | 13             | 1 2 3     |
| BJ Tanner        | Marcus Finn   |               |                  | 12             | 1 2 3     |
| Mike Henry       | Dann          | Lieutenant    | Ingenieur        | 11             | 1 2 3     |
| Rena Owen        | Heveena       |               |                  | 4              | 1 2 3     |

#### Gastrollen
| Acteur            | Personage               | Aflevering(en) |
| ----------------- | ----------------------- | -------------- |
| Bruce Willis      | Groogen (stem)          | 1              |
| Liam Neeson       | Jahavus Dorahl          | 1              |
| Charlize Theron   | Pria Lavesque           | 1              |
| Rob Lowe          | Darulio                 | 2              |
| Elizabeth Gillies | Dinal                   | 1              |
| Leighton Meester  | Laura Huggins           | 2              |
| Dolly Parton      | Dolly Parton (hologram) | 1              |
| Brian George      | Aronov                  | 1              |
| Holland Taylor    | Jeannie Mercer          | 1              |
| Jeffrey Tambor    | Ben Mercer              | 1              |
| Robert Knepper    | Hamelac                 | 1              |
| James Morrison    | Kemka                   | 1              |
| Robert Picardo    | Ildis Kitan             | 2              |
| Patrick Warburton | Tharl                   | 2              |
| Carlos Bernard    | Marcos                  | 1              |
| Tony Todd         | Moclan Delegate         | 1              |
| Dee Bradley Baker | Jorvik                  | 1              |
| Johnny Knoxville  | Actor 2                 | 1              |

## Afleveringen

### Seizoen 1 (2017)
| Nr. | Aflevering | Titel                      | Regisseur             | Schrijver                       | Uitzenddatum      | Uitzenddatum | Uitzenddatum     |  |
| --- | ---------- | -------------------------- | --------------------- | ------------------------------- | ----------------- | ------------ | ---------------- |  |
| 1 | 1          | Old Wounds                 | Jon Favreau           | Seth MacFarlane                 | 10 september 2017 | 14 mei 2019  | 1 juni 2019      |  |
| Ed Mercer is zojuist gepromoveerd tot captain van het ruimteschip de Orville en krijgt een bemanning toegewezen. Een mooie carrièrekans, die echter zijn grootste nachtmerrie wordt. De eerste officier van het schip is namelijk zijn ex-vrouw Kelly Grayson, ze zijn nog maar net gescheiden en moeten al samen een ruimtemissie tot een goed einde brengen. |            |                            |                       |                                 |                   |              |                  |  |
| 2 | 2          | Command Performance        | Robert Duncan McNeill | Seth MacFarlane                 | 17 september 2017 | 21 mei 2019  | 8 juni 2019      |  |
| Bevelhebber Mercer en eerste officier Grayson worden gevangen genomen door het technologisch geavanceerde ras de Calivon. Het is aan beveiligingsofficier Alara om hen te redden nadat tweede officier Bortus een ei heeft gelegd en haar niet kan helpen. |            |                            |                       |                                 |                   |              |                  |  |
| 3 | 3          | About a Girl               | Brannon Braga         | Seth MacFarlane                 | 21 september 2017 | 28 mei 2019  | 15 juni 2019     |  |
| Wanneer dokter Finn het verzoek van tweede officier Bortus en zijn partner Klyden weigert om hun pasgeboren dochter een geslachts-aanpassende operatie te laten ondergaan reist de Orville af naar de thuiswereld van Bortus om bezwaar te maken tegen het uitvoeren van de procedure.                                                                         |            |                            |                       |                                 |                   |              |                  |  |
| 4 | 4          | If the Stars Should Appear | James L. Conway       | Seth MacFarlane                 | 28 september 2017 | 4 juni 2019  | 22 juni 2019     |  |
| De Orville komt een reusachtig 2000-jaar oud vervallen schip tegen dat ramkoers ligt met een ster. |            |                            |                       |                                 |                   |              |                  |  |
| 5 | 5          | Pria                       | Jonathan Frakes       | Seth MacFarlane                 | 5 oktober 2017    | 11 juni 2019 | 29 juni 2019     |  |
| De Orville redt een vrouw van een beschadigd geraakt schip maar de bemanning wordt al snel achterdochtig over de ware plannen van deze vrouw. |            |                            |                       |                                 |                   |              |                  |  |
| 6 | 6          | Krill                      | Jon Cassar            | David A. Goodman                | 12 oktober 2017   | 18 juni 2019 | 6 juli 2019      |  |
| Nadat de Orville tijdens een gevecht een Krill schip heeft vernietigd ontdekt de bemanning een shuttle in het wrak. Bevelhebber Mercer en piloot Malloy moeten zich voordoen als Krill-soldaten om aan boord te komen van een van hun schepen en informatie proberen te verkrijgen.                                                                            |            |                            |                       |                                 |                   |              |                  |  |
| 7 | 7          | Majority Rule              | Tucker Gates          | Seth MacFarlane                 | 26 oktober 2017   | 25 juni 2019 | 13 juli 2019     |  |
| Nadat navigator LaMarr wordt gearresteerd tijdens een geheime verkenningsmissie moet de bemanning hem proberen te redden zonder de regels van een andere cultuur te breken. |            |                            |                       |                                 |                   |              |                  |  |
| 8 | 8          | Into the Fold              | Brannon Braga         | Brannon Braga en André Bormanis | 2 november 2017   | 2 juli 2019  | 20 juli 2019     |  |
| Op reis naar een recreatieve planeet crasht de shuttle van wetenschappelijk officier Isaac en dokter Finn en haar zonen op een planeet die wordt bevolkt door kannibalen. |            |                            |                       |                                 |                   |              |                  |  |
| 9 | 9          | Cupid's Dagger             | Jamie Babbit          | Liz Heldens                     | 9 november 2017   | 9 juli 2019  | 27 juli 2019     |  |
| De Orville moet bemiddelen tussen twee buitenaardse rassen de Navarians en de Bruidians die in een eeuwenoude patstelling zitten. |            |                            |                       |                                 |                   |              |                  |  |
| 10 | 10         | Firestorm                  | Brannon Braga         | Cherry Chevapravatdumrong       | 16 november 2017  | 16 juli 2019 | 3 augustus 2019  |  |
| Wanneer een bemanningslid tijdens een ongeluk omkomt voelt beveiligingsofficier Alara zich schuldig dat ze hem niet heeft kunnen redden en gaat op zoek naar de oorzaak van haar angsten. |            |                            |                       |                                 |                   |              |                  |  |
| 11 | 11         | New Dimensions             | Kelly Cronin          | Seth MacFarlane                 | 30 november 2017  | 23 juli 2019 | 10 augustus 2019 |  |
| Hoofdwerktuigkundige Newton verlaat de Orville en bevelhebber Mercer moet op zoek gaan naar zijn vervanger. Navigator John Lamarr blijkt onverwacht goede papieren te hebben. |            |                            |                       |                                 |                   |              |                  |  |
| 12 | 12         | Mad Idolatry               | Brannon Braga         | Seth MacFarlane                 | 7 december 2017   | 30 juli 2019 | 17 augustus 2019 |  |
| De Orville ontdekt een planeet met een tijddilatatie. Tijdens een onderzoeksmissie heeft Eerste Officier Grayson onbedoeld contact met een bewoner van de planeet, en beïnvloedt hierdoor de tijdlijn van de planeet. De Orville moet proberen deze culturele besmetting te herstellen.                                                                        |            |                            |                       |                                 |                   |              |                  |  |

### Seizoen 2 (2018/2019)
| Nr. | Aflevering | Titel                                  | Regisseur             | Schrijver                       | Uitzenddatum     | Uitzenddatum      | Uitzenddatum |  |
| --- | ---------- | -------------------------------------- | --------------------- | ------------------------------- | ---------------- | ----------------- | ------------ |  |
| 13 | 1          | Ja'loja                                | Seth MacFarlane       | Seth MacFarlane                 | 30 december 2018 | 6 augustus 2019   |              |  |
| Terwijl de Orville op weg is naar Moclus, waar Bortus zijn jaarlijkse Ja'loja-ceremonie zal uitvoeren, ontdekt captain Mercer dat eerste officier Grayson, zijn ex, een nieuwe relatie heeft. |            |                                        |                       |                                 |                  |                   |              |  |
| 14 | 2          | Primal Urges                           | Kevin Hooks           | Wellesley Wild                  | 3 januari 2019   | 13 augustus 2019  |              |  |
| De bemanning zet alles op alles om een kleine groep overlevenden te redden op een planeet die op het punt staat te worden vernietigd door zijn zon. Ondertussen beginnen Bortus en Klyden met huwelijksbemiddeling wanneer de obsessie van Bortus met de simulatieruimte van het schip uit de hand loopt. |            |                                        |                       |                                 |                  |                   |              |  |
| 15 | 3          | Home                                   | Jon Cassar            | Cherry Chevapravatdumrong       | 10 januari 2019  | 20 augustus 2019  |              |  |
| Wanneer Alara ontdekt dat ze haar bovennatuurlijke krachten aan het verliezen is, beslist ze om terug te keren naar haar thuisplaneet Xelayah om weer op krachten te komen. |            |                                        |                       |                                 |                  |                   |              |  |
| 16 | 4          | Nothing Left on Earth Excepting Fishes | Jon Cassar            | Brannon Braga en Andre Bormanis | 17 januari 2019  | 27 augustus 2019  |              |  |
| Tijdens hun vakantie worden captain Ed Mercer en zijn vriendin luitenant Tyler gevangengenomen door de Krill. Al snel blijkt dat luitelant Tyler in werkelijkheid Telaya is, de Krill onderwijzeres die uit is op wraak voor de dood van haar broer. |            |                                        |                       |                                 |                  |                   |              |  |
| 17 | 5          | All the World Is Birthday Cake         | Robert Duncan McNeill | Seth MacFarlane                 | 24 januari 2019  | 3 september 2019  |              |  |
| De Orville initieert het eerste contact met Regor 2, een planeet die op zoek is naar ander intelligent leven in het universum. Ter plaatse worden zowel Kelly als Bortus bijna onmiddellijk gevangengenomen omdat ze volgens de Regoriaanse cultuur onder een slecht sterrenbeeld geboren zijn. |            |                                        |                       |                                 |                  |                   |              |  |
| 18 | 6          | A Happy Refrain                        | Seth MacFarlane       | Seth MacFarlane                 | 31 januari 2019  | 10 september 2019 |              |  |
| Dr. Finn krijgt romantische gevoelens voor Isaac en wil een relatie beginnen. Isaac beschouwt het als een unieke kans om menselijke romantische relaties te bestuderen, maar wanneer hij zijn studie beëindigd heeft maakt hij tot ieders verbazing abrupt een einde aan de relatie. |            |                                        |                       |                                 |                  |                   |              |  |
| 19 | 7          | Deflectors                             | Seth MacFarlane       | David A. Goodman                | 14 februari 2019 | 17 september 2019 |              |  |
| De Orville is op Moclus om nieuwe deflectors te laten installeren. Locar, een briljante Moclan-ingenieur die de werkzaamheden coördineert, voelt zich aangetrokken tot Keyali. Een relatie met een vrouw is echter verboden op Moclus. Wanneer Locar of mysterieuze wijze verdwijnt wijzen alle sporen in de richting van Klyden, die de geheime relatie ontdekt had. |            |                                        |                       |                                 |                  |                   |              |  |
| 20 | 8          | Identity                               | Jon Cassar            | Brannon Braga en Andre Bormanis | 21 februari 2019 | 24 september 2019 |              |  |
| Nadat Isaac niet langer functioneert reist de Orville naar zijn thuiswereld in de hoop dat hij weer tot leven kan gewekt worden. Daar blijkt dat de Kaylons lid willen worden van de Planetary Union en dat Isaac gedeactiveerd werd omdat zijn missie aan boord van de Orville voltooid was. Tijdens hun verblijf op Kaylon 1 ontdekt de bemanning echter vele ondergrondse kamers met miljarden mensachtige overblijfselen van de biologische scheppers van de Kaylons. |            |                                        |                       |                                 |                  |                   |              |  |
| 21 | 9          | Identity Part II                       | Jon Cassar            | Seth MacFarlane                 | 28 februari 2019 | 1 oktober 2019    |              |  |
| De Kaylons hebben de Orville overgenomen en zijn met een enorme Kaylon-vloot op weg naar de aarde om alle biologische leven uit te roeien. Met de hulp van Isaac, die alle Kaylon aan boord van het schip (inclusief zichzelf) deactiveert, herovert de bemanning van de Orville het schip. Dankzij Krill-versterkingen slagen de troepen van de Planetary Union erin om de Kaylon-aanval af te slaan. Isaac, die ondertussen weer geactiveerd is, moet zich neerleggen bij het feit dat hij nooit meer terug kan naar zijn thuiswereld. |            |                                        |                       |                                 |                  |                   |              |  |
| 22 | 10         | Blood of Patriots                      | Rebecca Rodriguez     | Seth MacFarlane                 | 7 maart 2019     | 8 oktober 2019    |              |  |
| De Orville komt samen met een Krill-schip om vredesbesprekingen te starten. Die worden echter gedwarsboomd door Union-officier Orrin Channing, die na 20 jaar uit een Krill-gevangeniskamp ontsnapt is. Hij beraamt een zelfmoormissie om het Krill-schip op te blazen om de dood van zijn vrouw en dochter te wreken. |            |                                        |                       |                                 |                  |                   |              |  |
| 23 | 11         | Lasting Impressions                    | Kelly Cronin          | Seth MacFarlane                 | 21 maart 2019    | 15 oktober 2019   |              |  |
| De bemanning onderzoekt een tijdcapsule uit 2015. Die bevat onder andere de GSM van Laura Huggins, die toekomstige ontdekkers over haar leven in de 21e eeuw wilde laten weten. Gordon is zo onder de indruk van de vrouw dat hij op basis van de gegevens in de telefoon een levensechte simulatie van haar leefomgeving creëert. Maar al snel verliest hij zich in zijn fantasierelatie met Laura. Door een pakje sigaretten uit de tijdcapsule ontwikkelen Bortus en Klyden een nicotineverslaving. |            |                                        |                       |                                 |                  |                   |              |  |
| 24 | 12         | Sanctuary                              | Jonathan Frakes       | Joe Menosky                     | 11 april 2019    | 22 oktober 2019   |              |  |
| De bemanning van de Orville stoot op een Moclan-koppel dat hun vrouwelijke baby naar een geheime vrouwelijke Moclan-kolonie probeert te smokkelen om een verplichte geslachtsoperatie te vermijden. Wanneer captain Mercer de zaak verder onderzoekt komen ook de Moclans achter de locatie van de kolonie en sturen ze troepen om de kolonisten te arresteren voor kinderhandel. Om de kolonie te beschermen vraagt Heveena, de leidster van de kolonie, het lidmaatschap van de Planertaire Unie aan. |            |                                        |                       |                                 |                  |                   |              |  |
| 25 | 13         | Tomorrow, and Tomorrow, and Tomorrow   | Gary Rake             | Janet Lin                       | 18 april 2019    | 29 oktober 2019   |              |  |
| Door een ongeluk met een tijdreisapparaat wordt een Kelly van zeven jaar geleden naar het heden getransporteerd. De jongere Kelly voegt zich bij de bemanning en krijgt een relatie met captain Mercer. LaMarr en Isaac ontdekken een manier om het geheugen van de jonge Kelly te wissen en haar terug naar het verleden te sturen. Wanneer ze zeven jaar eerder wakker wordt in haar appartement beslist ze om dit keer niet op tweede date te gaan met Ed, waardoor de tijdlijn dramatisch wijzigt. |            |                                        |                       |                                 |                  |                   |              |  |
| 26 | 14         | The Road Not Taken                     | Gary Rake             | David A. Goodman                | 25 april 2019    | 5 november 2019   |              |  |
| Bijna een jaar nadat de tijdlijn gewijzigd werd hebben de Kaylons de helft van het bekende heelal veroverd. Kelly heeft ondertussen het grootste deel van de Orville-bemanning uit de oorspronkelijke tijdlijn herenigd. Omdat het wissen van haar geheugen mislukt was, is ze nooit met Ed getrouwd en hebben ze nooit gediend aan boord van de Orville. De bemanning redt de Orville van de bodem van de Stille Oceaan en slaagt erin om Claire naar het verleden te sturen vlak voordat de Orville vernietigd wordt. Claire slaagt er dit keer wel in om Kelly's herinneringen te wissen waardoor de oorspronkelijke tijdlijn hersteld wordt. |            |                                        |                       |                                 |                  |                   |              |  |

### Seizoen 3 (2022)
| Nr. | Aflevering | Titel               | Regisseur       | Schrijver                                        | Uitzenddatum    | Uitzenddatum | Uitzenddatum |  |
| --- | ---------- | ------------------- | --------------- | ------------------------------------------------ | --------------- | ------------ | ------------ |  |
| 27  | 1          | Electric Sheep      | Seth MacFarlane | Seth MacFarlane                                  | 2 juni 2022     |              |              |  |
| ... |            |                     |                 |                                                  |                 |              |              |  |
| 28  | 2          | Shadow Realms       | Jon Cassar      | Seth MacFarlane, Brannon Braga en André Bormanis | 9 juni 2022     |              |              |  |
| ... |            |                     |                 |                                                  |                 |              |              |  |
| 29  | 3          | Mortality Paradox   | Jon Cassar      | Seth MacFarlane en Cherry Chevapravatdumrong     | 16 juni 2022    |              |              |  |
| ... |            |                     |                 |                                                  |                 |              |              |  |
| 30  | 4          | Gently Falling Rain | Jon Cassar      | Seth MacFarlane, Brannon Braga en André Bormanis | 23 juni 2022    |              |              |  |
| ... |            |                     |                 |                                                  |                 |              |              |  |
| 31  | 5          | A Tale of Two Topas | Seth MacFarlane | Seth MacFarlane                                  | 30 juni 2022    |              |              |  |
| ... |            |                     |                 |                                                  |                 |              |              |  |
| 32  | 6          | Twice in a Lifetime | Jon Cassar      | Seth MacFarlane                                  | 7 juli 2022     |              |              |  |
| ... |            |                     |                 |                                                  |                 |              |              |  |
| 33  | 7          | From Unknown Graves | Seth MacFarlane | Seth MacFarlane en David A. Goodman              | 14 juli 2022    |              |              |  |
| ... |            |                     |                 |                                                  |                 |              |              |  |
| 34  | 8          | Midnight Blue       | John Cassar     | Seth MacFarlane, Brannon Braga en André Bormanis | 21 juli 2022    |              |              |  |
| ... |            |                     |                 |                                                  |                 |              |              |  |
| 35  | 9          | Domino              | John Cassar     | Seth MacFarlane, Brannon Braga en André Bormanis | 28 juli 2022    |              |              |  |
| ... |            |                     |                 |                                                  |                 |              |              |  |
| 36  | 10         | Future Unknown      | Seth MacFarlane | Seth MacFarlane                                  | 4 augustus 2022 |              |              |  |
| ... |            |                     |                 |                                                  |                 |              |              |  |

## Connectie met andere tv-series

### Star Trek
The Orville heeft verschillende connecties met de Star Trek-series:
- Penny Johnson Jerald die de hoofdrol van dokter Claire Finn speelt had eerder een bijrol in Star Trek: Deep Space Nine als Kasidy Yates.
- Bedenker, uitvoerend producent, regisseur, scenarioschrijver en hoofdrolspeler Seth MacFarlane speelde zelf een gastrol in twee afleveringen van Star Trek: Enterprise.
- Scott Grimes die de hoofdrol van piloot Gordon Malloy speelt had een gastrol in een aflevering van Star Trek: The Next Generation.
- Uitvoerend producent, regisseur en scenarioschrijver Brannon Braga werkte eerder als producent en scenarioschrijver voor Star Trek: The Next Generation, Star Trek: Voyager en Star Trek: Enterprise en Star Trek: Generations en Star Trek: First Contact.
- Uitvoerend producent en scenarioschrijver David A. Goodman werkte eerder als scenarioschrijver voor Star Trek: Enterprise.
- Producent en scenarioschrijver Joe Menosky werkte eerder als producent en scenarioschrijver voor Star Trek: The Next Generation, Star Trek: Deep Space Nine en Star Trek: Voyager.
- Producent André Bormanis werkte eerder als producent en scenarioschrijver voor Star Trek: Voyager en Star Trek: Enterprise.
- Regisseur James L. Conway werkte eerder als regisseur voor Star Trek: The Next Generation, Star Trek: Deep Space Nine, Star Trek: Voyager en Star Trek: Enterprise.
- Cameraregisseur Marvin V. Rush werkte eerder als cameraregisseur en regisseur voor Star Trek: The Next Generation, Star Trek: Deep Space Nine, Star Trek: Voyager en Star Trek: Enterprise.
- Star Trek-hoofdrolspelers Jonathan Frakes (Star Trek: The Next Generation) en Robert Duncan McNeill (Star Trek: Voyager) regisseerde beiden afleveringen in seizoenen 1 en 2.
- Tot op heden hebben vier Star Trek-hoofdrolspelers gastrollen gespeeld, te weten Robert Picardo (Star Trek: Voyager), John Billingsley (Star Trek: Enterprise), Marina Sirtis (Star Trek: The Next Generation) en Tim Russ (Star Trek: Voyager) .
- Ook gastacteurs Jason Alexander, F. Murray Abraham, Ron Canada, Steven Culp, Tony Todd, Brian George, Robert Knepper, John Rubinstein, James Horan, Molly Hagan, Derek Mears, Brian Thompson, Robert Curtis Brown, John Fleck, JD Cullum, J. Paul Boehmer, Joel Swetow, D. Elliot Woods, James Read speelden eerder gastrollen in Star Trek.

### Family Guy
The Orville wordt mede-geproduceerd door Seth MacFarlanes eigen productiebedrijf Fuzzy Door Productions, verschillende producenten, regisseurs, scenarioschrijvers en acteurs die aan de The Orville werken zijn daarnaast ook werkzaam geweest bij MacFarlanes andere shows Family Guy, American Dad! en The Cleveland Show, naast MacFarlane zelf onder andere: David A. Goodman, Cherry Chevapravatdumrong, Wellesley Wild, Scott Grimes, Mike Henry en Rachael MacFarlane.